# Cronicile lunare
Cronicile Lunare 
| - Cinder (2012) - Scarlet (2013) - Cress (2014) - Fairest (2015) - Winter (2015) - Stelele Deasupra Noastră (2015) |                                                                              |
| Autor | Marissa Meyer                                                                |
| Țară | Statele Unite ale Americii                                                   |
| Limbă | Engleză                                                                      |
| Gen | Ficțiune pentru tineri adulți, fantasy, romantică, science fiction, distopie |
| Publisher | Feiwel & Friends                                                             |
| Anii publicării | 2012–2015                                                                    |
| Tipul cărților | Print (hardcover and paperback), audiobook, e-book                           |
| Nr. Cărților | 6                                                                            |
| Website | lunarchronicles.universeofmarissameyer.com                                   |

Cronicile lunare este o serie de patru romane științifico-fantastice pentru tinerii adulți, o nuvelă și o colecție de benzi desenate scrise de autoarea americană Marissa Meyer și publicată de editura  Feiwel & Friends . Fiecare carte implică o repovestire științifico-fantastică a unui basm clasic, inclusiv „ Cenusăreasa ”, „ Scufița Roșie ”, „ Rapunzel ” și „ Albă ca Zăpada ”. Acțiunea este amplasată într-o lume futuristă locuită de diverse specii și creaturi, tensiunile cresc între Pământ și fosta sa colonie Luna, în timp ce ambii încearcă să gestioneze o pandemie în curs de desfășurare. O adaptare de lungmetraj de animație care va fi produsă de Locksmith Animation, a fost anunțată în 2019.

## Cărți

### Cinder
Cinder este primul volum al seriei Cronicile Lunare și a doua din punct de vedere cronologic. A fost publicată în 3 ianuarie 2012. 
Linh Cinder (bazat pe "Cenușăreasa"), un cyborg care locuiește cu mama sa vitregă și cele două surori vitrege în Noul Beijing din Commonwealth-ul de Est, lucrează ca mecanic într-un atelier din piață unde îl întâlnește pe Prințul Moștenitor Kai, care îi solicită să repare androidul său personal, fostul său tutore. După ce sora vitregă mai mică a lui Cinder, Peony, intră în contact cu Letumosis, o plagă care are loc pe parcursul seriei, Cinder este forțat șă intre ca voluntar pentru testarea unui leac. Ca rezultat, multe detalii necunoscute anterior cu privire la originile lui Cinder ies la suprafață. În același timp, tensiunile cresc între Pământ și Luna, o colonie lunară unde majoritatea cetățenilor au abilități speciale, Prințul Kai fiind prins la mijloc între poporul său și Regina Lunară.

### Scarlet
Format:Marissa Meyer Scarlet este a doua carte din Cronicile lunare și a treia din punct de vedere cronologic. A fost publicată pe 5 februarie 2013.

Scarlet Benoit (bazat pe „Scufița Roșie")[1] este nepoata lui Michelle Benoit, fermier și fost pilot militar, care a dispărut brusc, lăsând-o pe Scarlet singură. În călătoria ei pentru a-și găsi bunica, Scarlet colaborează cu ezitare cu un luptător stradal numit Wolf, care este un războinic lunar modificat genetic. Din nefericire, pe măsură ce admirația lui Scarlet pentru Wolf crește, vechea lui haită lunară îi pune în circumstanțe neobișnuite, testând loialitățile lui Wolf. Conexiuni mai profunde ies la iveală pe măsură ce intențiile malefice ale haitei sunt în cele din urmă dezvăluite. În același timp, Cinder își unește forțele cu condamnatul Carswell Thorne. Pe măsură ce căutarea continuă, Scarlet o întâlnește pe Cinder și devine un aliat în planul ei de a opri tirania Reginei Levana și a taumaturgului ei, Sybil Mira.

### Cress
Cress este al treilea volum din Cronicile Lunare  și al patrulea din punct de vedere cronologic. A fost publicat pe 4 februarie 2014.
Crescent Moon, sau „Cress” Darnel (bazat pe „ Rapunzel ”),  este o ,,scoică” închisă (un unar fără abilități speciale și care nu poate fi afectat de manipularea minții). Ea lucrează cu Sybil pentru a ajuta navele lunare. Trăind singură pe un satelit și îndrăgostită enorm de Carswell Thorne, ea lucrează în secret să o saboteze pe malefica regină lunară Levana și, în cele din urmă, Cress face echipă cu Cinder și se încurcă în complotul ei de a salva Pământul. Pe măsură ce apar complicații și echipajul este separat, ei trebuie să facă tot ce le stă în putință pentru a preveni ca o nuntă regală să pună Pământul în mâinile reginei Levana și comunitatea să îl părăsească pe prințul Kai. În tot acest timp, ciuma a început să se transforme și chiar și lunarii nu sunt în siguranță.

### Fairest
Fairest este o poveste suplimentară din Cronicile Lunare și prima din punct de vedere cronologic pentru poveste. A fost publicat pe 27 ianuarie 2015. 
Fairest este o carte care precede  celălalte cărți din serie, povestind trecutul și istoria Reginei Levana (bazată pe Regina cea Rea din "Albă ca Zăpada").[1] Fairest începe când Levana are în jur de 15 ani și acoperă aproximativ zece ani din viața ei, terminându-se cu aproximativ un deceniu înainte de evenimentele din Cinder. Levana a crescut într-o gospodărie otrăvitoare și are o soră mai mare crudă care a abuzat-o mental și fizic de-a lungul întregii sale vieți. După ce părinții ei sunt uciși de un asasin lunar (o scoică), sora lui Levana, Channary, urmează să devină regină. Domnia lui Channary este de scurtă durată, iar odată cu ascensiunea lui Channary, Levana începe o spirală descendentă neașteptată, devenind lipsită de inimă când vine vorba de orice altceva în afară de poporul ei. Ea este un tiran.

### Winter
1. ↑  Truitt, Brian (31 iulie 2013). „Cover reveal, excerpt and Q&A: Marissa Meyer's Cress”. USA TODAY. Accesat în 28 decembrie 2020.
2. ↑  Truitt, Brian (16 iunie 2014). „Book Buzz: Meyer's 'Fairest' delves into evil”. USA TODAY. Accesat în 22 mai 2017.

Winter este a patra și ultima carte din Cronicile  Lunare și a cincea din punct de vedere cronologic. A fost publicată pe 10 noiembrie 2015. 
Winter (bazat pe „ Albă ca Zăpada ”) este fiica vitregă a Reginei Levana. Ea a locuit pe Luna în palat și a fost crescută de mama ei vitregă . Ea a văzut cum folosirea de către Levana a „glamour-ului” (o iluzie pentru a face utilizatorul să arate mai frumos) a transformat-o într-un tiran fără inimă. Winter a decis să nu-și folosească niciodată cadoul, așa că nu și-a folosit „glamourul” lunar de la vârsta de doisprezece ani. Un efect secundar al neutilizarii glamour-ului provoacă pierderea minții pentru Lunari, iar Winter este afectată de viziuni oribile. Ea vede adesea sânge pe pereții palatului. Pe parcursul romanului, starea ei psihică începe să se deterioreze încet. Singura sursă de mângâiere a lui Winter din cauza halucinațiilor este garda ei, prietenul din copilărie și iubitul ei, Jacin. Prințesa Winter și Scarlet devin prietene apropiate. Prințesa Winter este admirată de poporul lunar pentru grația și bunătatea ei și, în ciuda cicatricilor de pe fața ei, se spune că frumusețea ei este și mai uluitoare decât cea a mamei sale vitrege, regina Levana.
Winter își disprețuiește mama vitregă și știe că Levana nu va fi de acord cu sentimentele ei pentru Jacin. Cu toate acestea, Winter nu este atât de slabă pe cât crede Levana că este și ea subminează dorințele mamei sale vitrege de ani de zile. Împreună cu mecanicul cyborg, , și aliații ei Winter ar putea chiar să aibă puterea de a lansa o revoluție și de a câștiga un război care a început de prea mult timp.

## Lucrări suplimentare

### Stele De Deasupra Noastră
Stars Above este o colecție de povestiri scurte legate, plasate în universul  Cronicilor lunare . A fost publicată pe 2 februarie 2016. Include patru nuvele lansate anterior individual și cinci povești noi și originale: 
- Gardianul : un poveste predecesoare evenimentelor din seria  Cronicile Lunare, în care este prezentată  tânăra Scarlet și modul în care prințesa Selene a intrat în grija lui Michelle Benoit.
- Erori : O scurtă poveste care are loc înaintea evenimentelor din Cinder despre personajul cu același nume, care vine să locuiască cu noua ei familie la vârsta de 11 ani și moartea lui Linh Garan, tatăl vitreg al lui Cinder. A fost lansată pe 27 ianuarie 2014.
- Armata Reginei : O scurtă poveste despre trecutul lui Wolf și al fratelui său Ran înainte de Scarlet . A fost lansat pe 20 noiembrie 2012.
- Ghidul lui Carswell pentru a fi norocos : O scurtă poveste care detaliază incidentul dintre Carswell Thorne și Kate Fallow și regăsirea portscreen-ului menționat în Cress. O privire asupra tânărului Carswell Thorne, asupra vieții sale de familie și asupra adolescenței sale. A fost lansată pe 4 februarie 2014.
- După ce trece soarele : Un prequel pentru Cress, care arată cum Cress în vârstă de nouă ani a ajuns singură pe un satelit, spionând Pământul pentru Luna.
- Prințesa și Gardianul : O scurtă poveste despre prietenia lui Winter și Jacin în timpul copilăriei lor.
- Micul Android : O repovestire a „ Micii Sirene ” care are loc înaintea evenimentelor din Cinder . A fost lansată pe 27 ianuarie 2014.
- Mecanicul : O scurtă poveste despre prima întâlnire a lui Linh Cinder și Prințul Kai, din perspectiva lui Kai.
- Ceva vechi, ceva nou : O nuvelă plasată la aproximativ 2 ani după Winter, în timpul nunții lui Scarlet și Wolf, în care Kai o cere în căsătorie pe Cinder.

### Fire și Nervi
Fire și nervi este o serie de romane grafice scrisă de Meyer, bazată tot pe lumea din Cronicile Lunare.  Amplasată după evenimentele din Cronicile lunare, dar înainte de epilogul Stars Above, prezintă multe dintre aceleași personaje, cu Iko ca protagonistă. Prima carte, Fire și nervi, volumul 1, ilustrată de Douglas Holgate, a fost lansată pe 31 ianuarie 2017. A doua carte, Fire și nervi, volumul 2, ilustrată de Stephen Gilpin, a fost lansată pe 30 ianuarie 2018.
Ideea seriei a început cu un fragment scris de Meyer pentru un concurs online de scriere fan fiction Sailor Moon în 2008.   Concursul avea o listă de 10 lucruri, dintre care ea trebuia să aleagă două lucruri pe care să le folosească într-o nuvelă. Din listă ea a ales să folosească un personaj de basm și să seteze povestea în viitor.  Ea a ajuns să scrie o nuvelă care a fost o repovestire futuristă a poveștii Motanul încălțat  cu personaje din Sailor Moon .   A fost prima dată când Meyer a scris ficțiune științifico-fantastică și a inspirat-o să dea întorsături științifico-fantastice basmelor clasice. 
Meyer a ales să adapteze Cenușăreasa, Scufița Roșie, Rapunzel și Albă ca Zăpada, deoarece a simțit că are cele mai bune idei pentru ele.   Ea a ales diferite părți ale lumii pentru a plasa diferitele cărți, pentru că și-a dorit ca seria să aibă „un sentiment global foarte mare, în parte pentru că problemele cu care se confruntă personajele sunt mari probleme globale – există acest război care se întâmplă între Pământ și Luna care afectează pe toată lumea de pe planetă și există această ciuma care a devenit o problemă enormă larg răspândită”. De asemenea, ea a vrut ca cititorii să știe că „acest lucru nu se întâmpla doar în acest oraș sau în această țară; acesta a fost ceva care îi afectează pe toată lumea”.  Ea a plănuit să scrie o serie, deși prima dată și-a imaginat că fiecare carte ar fi o poveste de sine stătătoare și abia mai târziu, când a făcut brainstorming și a început să schițeze cărțile, a decis că va deveni o poveste continuă în care diferite personaje din basme se vor fuziona pentru a o învinge pe regina rea.  
Meyer a dezvoltat schițele inițiale pentru Cinder, Scarlet și Cress pentru Luna Națională a Scrierii de Romane din noiembrie 2008 (NaNoWriMo).   Cu toate acestea, toate cele trei romane au fost abandonate în mare parte și au necesitat să fie  rescrise.  

## Recepție
Seria este o colecție a unor basme repovestite în care protagonistele feminine au fost inițial participante pasive. Datorită portretizării personajelor feminine puternice ca o alternativă la personajele convenționale de basm în cele patru cărți ale sale, această serie este acum considerată un exemplu de literatură feministă . 

## Adaptare cinematografică
Marissa Meyer a declarat că drepturile de film/TV pentru Cronicile lunare au fost opționale și un film este în dezvoltare la Universal Pictures .  În februarie 2019, Meyer a postat pe povestea ei de Instagram că așteaptă un telefon de la agentul ei de film, dar de atunci nu a apărut nicio veste nouă cu privire la un film sau un serial de televiziune. Cu toate acestea, în ianuarie 2022, Locksmith Animation a achiziționat drepturile de film.  În iunie 2023, a fost anunțat că Locksmith și Warner Bros. Pictures Animation vor produce  Cronicile Lunare, iar Warner Bros. Pictures va prelua distribuția de la Universal. De asemenea, s-a anunțat că Noëlle Raffaele va regiza, iar Kalen Egan și Travis Sentell vor scrie. 